# Lista orașelor din Australia
Aceasta este o listă de orașe din Australia.

## Lista capitalelor statelor din Australia
- Adelaide - Australia de Sud
- Brisbane - Queensland
- Hobart - Tasmania
- Melbourne - Victoria
- Perth - Australia Vestică
- Sydney - Noua Galie de Sud

## Centre urbane cu peste 100,000 de locuitori
| Loc | Nume           | 2016      | 2021      | Creștere anuală | Regiune               |
| --- | -------------- | --------- | --------- | --------------- | --------------------- |
| 1   | Sydney         | 4,321,534 | 4,968,656 | +1,69%▲         | Noua Galie de Sud     |
| 2   | Melbourne      | 4,197,534 | 4,585,535 | +1,78%▲         | Victoria              |
| 3   | Brisbane       | 2,055,325 | 2,287,896 | +2,17%▲         | Queensland            |
| 4   | Perth          | 1,875,857 | 2,043,762 | +1,73%▲         | Australia de Vest     |
| 5   | Adelaide       | 1,166,209 | 1,245,011 | +1,32%▲         | Australia de Sud      |
| 6   | Gold coast     | 600,334   | 671,386   | +2,26%▲         | Queensland            |
| 7   | Canberra       | 432,141   | 490,181   | +2,55%▲         | teritoriu de capitală |
| 8   | Newcastle      | 322,279   | 348,539   | +1,58%▲         | Noua Galie de Sud     |
| 9   | Central Coast  | 307,740   | 325,255   | +1,11%▲         | Noua Galie de Sud     |
| 10  | Sunshine Coast | 243,337   | 284,131   | +3,14%▲         | Queensland            |
| 11  | Wollongong     | 261,897   | 280,153   | +1,36%▲         | Noua Galie de Sud     |
| 12  | Hobart         | 178,005   | 197,451   | +2,09%▲         | Tasmania              |
| 13  | Geelong        | 157,103   | 180,239   | +2,78%▲         | Victoria              |
| 14  | Townsville     | 168,726   | 173,724   | +0,58%▲         | Queensland            |
| 15  | Cairns         | 144,733   | 153,181   | +1,14%▲         | Queensland            |
| 15  | Darwin         | 118,452   | 122,207   | +0,63%▲         | Teritoriul de Nord    |
| 16  | Toowoomba      | 100,032   | 108,398   | +1,62%▲         | Queensland            |
| 17  | Ballarat       | 93,761    | 105,348   | +2,36%▲         | Victoria              |
| 18  | Bendigo        | 92,384    | 100,649   | +1,73%▲         | Victoria              |

## Lista capitalelor teritoriilor din Australia
- Canberra - Teritoriul Capitalei Australiene
- Alice Springs, fostă capitală, azi în Teritoriul Nordic
- Darwin - Teritoriul Nordic

## Orașe

### Orașe dinNoua Galie de Sud
| - Sydney (Capitala) - Albury - Armidale - Bathurst - Blue Mountains* - Broken Hill - Campbelltown * - Cessnock - Dubbo - Goulburn - Grafton | - Lithgow - Liverpool * - Newcastle - Orange - Parramatta * - Penrith * - Queanbeyan - Tamworth - Wagga Wagga - Wollongong |

### Orașe de pe teritoriul municipiuluiSydney
| - City of Bankstown * - City of Blacktown * - City of Botany Bay * - City of Canada Bay * - City of Canterbury * - City of Coffs Harbour - City of Fairfield * - City of Gosford - City of Greater Taree - City of Griffith - City of Hawkesbury | - City of Holroyd * - City of Hurstville * - City of Lake Macquarie - City of Lismore - City of Lithgow - City of Maitland - City of Randwick * - City of Rockdale * - City of Ryde * - City of Shellharbour - City of Shoalhaven |

### Orașe dinTeritoriul Nordic
- Alice Springs                                                                                                                                              * Darwin (Capitala)
- Palmerston

### Orașe dinQueensland
| - Brisbane (Capitala) - Bundaberg - Cairns - Caloundra - Charters Towers - Gladstone - Gold Coast - Hervey Bay - Ipswich | - Logan City - Mackay - Maryborough - Mount Isa - Redcliffe - Rockhampton - Toowoomba - Townsville |

### Orașe dinVictoria
| - Melbourne (Capitala) - Ararat - Benalla - Ballarat - Bendigo - Dandenong * - Frankston * - Geelong - Hamilton - Horsham - Melton * - Moe | - Morwell - Mildura - Sale - Shepparton - Swan Hill - Traralgon - Wangaratta - Warrnambool - Wodonga |

### Orașe dinAustralia Vestică
| - Perth (Capitala) * - Albany - Armadale * - Bayswater * - Belmont * - Bunbury - Canning * - Cockburn * - Fremantle * - Geraldton-Greenough - Gosnells * | - Joondalup * - Kalgoorlie-Boulder - Mandurah - Melville * - Nedlands * - Rockingham * - South Perth * - Stirling * - Subiaco * - Swan * - Wanneroo * |

### Orașe dinAustralia de Sud
- Adelaide (Capitala)
- Mount Gambier
- Murray Bridge
- Port Augusta
- Port Pirie
- Port Lincoln
- Victor Harbor
- Whyalla

### Orașe dinTasmania
- Greater Hobart (Capitala)
 [El cuprinde: City of Clarence, City of Hobart și City of Glenorchy]
- Burnie
- Devonport
- Launceston